# Subrinus vitellinus
Subrinus vitellinus är en skalbaggsart som beskrevs av Johann Christoph Friedrich Klug 1845. Subrinus vitellinus ingår i släktet Subrinus och familjen Aphodiidae. Inga underarter finns listade i Catalogue of Life.